# Moshoeshoe Ier
Moshoeshoe Ier (1786-1870) est né à Menkhoaneng, dans le nord de ce qui est devenu ensuite le Lesotho. Dans une région soumise au XIXe siècle à diverses ambitions colonialistes (des Afrikaners notamment, poussés eux-mêmes par les Britanniques) et aux bouleversements internes aux populations autochtones (le Mfecane), il a su faire émerger, au bénéfice de la société africaine de Basotho dont il a pris la tête, ce qui devint, au siècle suivant, un État indépendant en utilisant plusieurs leviers, sa connaissance du terrain, la constitution d'une force armée (essentiellement défensive) mais aussi l'action diplomatique.

## Biographie
Il était le premier fils de Mokhachane, un chef de la lignée des Bamokoteli, une branche du clan des Koena (ou Bakoena), une chefferie qui émerge parmi les différentes chefferies Basotho. Dans sa jeunesse, il a aidé son père à acquérir plus de pouvoir sur d’autres petits clans dispersés par le mfecane et à les fédérer sous son autorité. 
À l’âge de 34 ans, Moshoeshoe a formé son propre clan et en est devenu le chef suprême. La région étant victime d'expéditions guerrières des Griquas, des Korana et des Ndébélé, Moshoeshoe installe sa capitale sur la montagne du Butha-Buthe et à partir de 1824 dans la forteresse naturelle montagneuse de Thaba Bosiu. Il réussit également à équiper ses forces d'armes à feu et de chevaux. Thaba Bosiu est vainement assiégé en 1827 par les Ngwane et en 1831 par les Ndébélé.
L'arrivée des colons Boers dans la région, à partir des années 1820, est d'abord accueillie favorablement par Moshoeshoe car ces Boers participent à la pacification de la région en combattant les Ndébélés. Mais leur arrivée plus massive à la suite du Grand Trek, dans la deuxième moitié des années 1830, entraîne des conflits sur le territoire concédé à chaque partie. Les colons afrikaners vont progressivement s'emparer des terres les plus fertiles en plaine, et pousser les Basotho à se réfugier dans les hauteurs. Moshoeshoe obtient par contre une reconnaissance de sa nation par les Britanniques. Les Boers comme les Basothos sollicitent ces Britanniques comme arbitre de leurs prétentions réciproques. Des traités sont signés en 1848, puis en 1858 et en 1865, avec chaque fois des rectifications de frontières au détriment des Basothos,. 
Finalement, en 1868, Moshoeshoe est contraint d'en appeler à l'assistance britannique et d'accepter de placer sa nation africaine sous le protectorat de cette puissance coloniale britannique ; c'est le protectorat du Basutoland, qui permettra à ses descendants, presque un siècle plus tard, en 1966, de créer un État indépendant enclavé dans l'Afrique du Sud, le Lesotho. 
Dès 1833,  Moshoeshoe a également encouragé des missionnaires français protestants, fraîchement débarqués en Afrique australe, à s'installer au sein de la communauté Basotho placée sous sa houlette (soit à cette époque environ 25 000 sujets et trois fois plus à la fin de son règne). Il cherche ainsi par leur intermédiaire à renforcer la cohésion de la nation basotho et à bénéficier d'innovations,.
Moshoeshoe meurt peu après l'accord de 1868  plaçant sa nation sous protectorat britannique, en 1870. C'est son fils, Letsie Ier, qui lui succède. Moshoeshoe est enterré au sommet de Thaba Bosiu.